# Deutsche Radio Philharmonie Saarbrücken Kaiserslautern
La Deutsche Radio Philharmonie Saarbrücken Kaiserslautern es una orquesta filarmónica de radio alemana. La orquesta fue fundada en septiembre de 2007 a partir de una fusión de la Orquesta Sinfónica de la Radio de Saarbrücken y la Orquesta de la Radio de Kaiserslautern. 

## Historia
En 1946 fue fundada la Orquesta de la Radio de Kaiserslautern bajo el gobierno militar francés, y el director principal en 1948 fue Emmerich Smola. Después de fusionarse con la orquesta de entretenimiento de Koblenza en 1951 como parte de una reestructuración de la emisora, se fundó la Orquesta de la Radio de Kaiserslautern del Sudoeste bajo su dirección. 
La Orquesta Sinfónica de la Radio de Saarbrücken se remonta a la Gran Orquesta del Transmisor Estatal de Saarbrücken, fundada en 1937 bajo la dirección de Albert Jung. La Radio Saarbrücken y su Gran Orquesta se fundaron en 1946 bajo el director Rudolf Michl. Directores como Hans Zender, Myung-Whun Chung y Günther Herbig le hicieron un hueco en el campo de la gran música sinfónica y moderna. Se premiaron numerosos estrenos de obras contemporáneas, así como ciclos del repertorio tradicional. Por ejemplo, toda la grabación de todas las sinfonías de Bruckner recibió el "Premio Clásico de Cannes" en 2002. 
Cuando a finales de 1952 se hizo evidente que la RIAS no podía continuar financiando todas sus orquestas, Karl Ristenpart aceptó una oferta de Saarländischer Rundfunk GmbH y abandonó Berlín en el verano de 1953. La oferta de Saarland consistió en fundar una orquesta de cámara con la cual Ristenpart debía entregar grabaciones tanto para la Saarland Radio como para el sello discográfico francés "Les Discophiles français". Esta combinación inusual se produjo gracias a los esfuerzos del musicólogo belga Carl de Nys, empleado de Radio Saarbrücken, que estaba principalmente interesado en la producción discográfica de cantatas de Bach para Francia e hizo todo lo posible para llevar a Ristenpart al Saar. Con la admisión del Saarländischer Rundfunk en el ARD, el conjunto se llamó Orquesta de Cámara del Saarländischer Rundfunk en 1957. 
La Orquesta de Cámara de la Radio de Saarland sobrevivió a Karl Ristenpart durante cuatro años, de 1968 a 1972, bajo la dirección del prestigioso violonchelista y exfundador de los solistas de Zagreb, Antonio Janigro. En el verano de 1973 se fusionó con la Orquesta Sinfónica de la Radio de Saarbrücken. 
Después de que la SWR se hizo cargo de la Südwestfunk y la SDR, sus tres orquestas (además de una big band) ahora tenían perspectivas financieras desfavorables, como fue el caso de la Orquesta Sinfónica de la Radio de Saarbrücken debido al pequeño tamaño de su emisora. En 2007 la fusión llevó a una situación con 152 músicos, 45 de ellos de Kaiserslautern y 107 de Saarbrücken.

### Presente
Christoph Poppen ha sido director principal desde 2007, y su contrato expiró en el verano de 2011.  Fue seguido por el director de Gibraltar Karel Mark Chichon a partir de la temporada 2011/12, quien terminó su compromiso como director principal de la orquesta en mayo de 2017. Desde el comienzo de la temporada 2017/18, el finlandés Pietari Inkinen ha sido el nuevo director principal de la DRP.
A partir de 2019, un paquete de austeridad de la SR debe proporcionar "ahorros" que aún no se han especificado.  El director artístico Thomas Kleist lo caracterizó con la frase "sin un recorte claro" y calculó la participación de financiación de la SR en "alrededor de 9,4 millones de euros por año".

## Sedes
Las Sedes habituales son el Congresshalle de Saarbrücken, el Fruchthalle en Kaiserslautern y las salas de transmisión de la SR en Saarbrücken y del SWR en Kaiserslautern. Christoph Poppen co-inició los planes para una sala de conciertos llamada Saarphilharmonie en la antigua central eléctrica de Saarbrücken-Burbach, pero el financiamiento aún no se ha aclarado.  
La orquesta ya se ha establecido a nivel nacional; es una invitada habitual en Karlsruhe, Mainz, Essen, la Alte Oper de Frankfurt, en la Filarmónica de Luxemburgo. Las primeras giras de la orquesta fueron a Suiza en 2008, China en 2009 y París en 2010. En otoño de 2011 siguió el tercer viaje a Japón con Stanisław Skrowaczewski, el primero como la Filarmónica de Radio Deutsche. La cuarta gira condujo a Corea del Sur en noviembre de 2012.  Otra gira siguió en septiembre de 2014 con Karel Mark Chichon y Myung-Whun Chung a Corea y China. 
Solistas de renombre internacional como los cantantes Elīna Garanča, Angelika Kirchschlager y Juliane Banse, pianistas como Arcadi Volodos, Tzimon Barto y Francesco Piemontesi, los violinistas Frank Peter Zimmermann y Janine Jansen y los directores Emilio Pomàrico, Jukka-Pekka Saraste, Josep Pons, Pablo González y los "viejos maestros" Stanisław Skrowaczewski, Günther Herbig y Gennadi Roschdestwenski. 
Los conciertos de la Deutsche Radio Philharmonie se transmiten en la SR 2 Kulturradio y la SWR2 a través de la cooperación de radiodifusión germano-francesa en toda Europa y la EBU en todo el mundo. Las grabaciones de televisión en ARTE y ARD dan a conocer la orquesta a un público más amplio.

## Grabaciones
Después de la grabación completa de las sinfonías de Mendelssohn, siguió la grabación completa de las sinfonías de Tchaikovsky (Christoph Poppen) y las sinfonías del contemporáneo de Brahms, Théodore Gouvy (bajo la dirección de Jacques Mercier). Bajo la dirección del primer director invitado Stanislaw Skrowaczewski la grabación completa de las once sinfonías de Bruckner, todas las de Beethoven y Schumann y un CD con obras Skrowaczewski, así como todas las sinfonías de Brahms (todo en OehmsClassics). En 2014, la orquesta con Karel Mark Chichon también comenzó a grabar la obra sinfónica de Antonín Dvořák.  

## Asociación de amigos
La Filarmónica está financiada por los Amigos de la Filarmónica de la Radio Alemana de Saarbrücken Kaiserslautern . 

## Directores de la orquesta
Orquesta Sinfónica de la Radio de Saarbrücken
- 1946-1971 Rudolf Michl
- 1972-1984 Hans Zender
- 1984-1990 Myung-Whun Chung
- 1990-1995 Marcello Viotti
- 1996-2000 Michael Stern
- 2001-2006 Günther Herbig
- 2006-2007 Christoph Poppen

Orquesta de la Radio de Kaiserslautern
- 1951-1987 Emmerich Smola
- 1987-1995 Klaus Arp
- 1995-2001 Peter Falk
- 2002-2007 Grzegorz Nowak

Deutsche Radio Philharmonie Saarbrücken Kaiserslautern
- 2007–2011 Christoph Poppen
- 2011-2017 Karel Mark Chichon
- A partir de 2017 Pietari Inkinen